# Pierre Ardoue
Cet article possède un paronyme, voir Pierre Arnoux.
La pierre Ardoue, Ardroue ou Ardoué est un dolmen situé à Saint-Léger-en-Yvelines, en France.

## Histoire
Le dolmen est mentionné sous le nom de Pierre Ardroue ou Ardoue sur la carte dressée par Berthier en 1764.
À la fin du XVIIIe siècle, la chambre funéraire est vidée et creusée pour servir d'abri pour des animaux domestiques.
Le dolmen est classé au titre des monuments historiques le 23 mai 1906, classement confirmé en 1924.

## Description
Le dolmen est érigé au cœur forêt de Rambouillet, à 1,5 km au nord-ouest du village de Saint-Léger-en-Yvelines et légèrement à l'ouest des Buttes Rouges. Le parcours du GR 1 passe à proximité immédiate.
Le dolmen est constitué d'une table en grès, le gisement de cette roche le plus proche est situé à 2 km du site, de l'autre côté de la vallée de la Vesgre. La table mesure désormais 3 m de long sur 3,60 m de large côté ouest-sud-ouest et 2,40 m de large côté est-nord-est pour une épaisseur moyenne de 0,55 m. À l'origine, la table était encore plus grande mais elle perdit environ un cinquième de son volume côté nord à la fin du XVIIIe siècle quand le dolmen fut aménagé en abri. Deux des quatre orthostates sont encore en place, les deux autres se sont affaissés sous la table et celle-ci repose directement sur le sol. 
L'état de dégradation de l'édifice ne permet pas de comprendre clairement son architecture. Les dimensions de la chambre et l'orientation de son ouverture demeurent inconnues. Il ne s'agit probablement pas d'une allée couverte mais d'un dolmen rectangulaire dit de type beauceron. Aucune trace de tumulus n'est visible, les débris visibles aux alentours étant ceux d'une ancienne bâtisse rurale désormais détruite.
Guégan de l'Isle pense avoir reconnu deux cupules à l'angle nord-ouest de la table de couverture mais il semble qu'il s'agisse de formations naturelles.
La couche archéologique ayant été retirée bien antérieurement, aucun mobilier ou ossement n'a été retrouvé.

## Folklore
Selon la tradition, le monument fut construit par des fées.